# Rod Cless
Rod Cless, geboren als George Roderick Cless (Iowa, 20 mei 1907 - New York, 8 december 1944), was een Amerikaanse jazzmuzikant (saxofoon, klarinet) van de dixieland.

## Biografie
Cless begon zijn carrière in universiteitsbands zoals de Varsity Five aan de Iowa State University. Midden jaren 1920 verhuisde hij naar Des Moines, waar hij de bandleider Frank Teschemacher ontmoette. Met hem ging hij naar Chicago en werkte daar met hem in het orkest van Charlie Pierce. Eind jaren 1920 toerde hij in de zuidelijke staten met de band van Frank Quartell. Terug in Chicago trad Cless op in de Wig Wam Club en behoorde hij tot het combo van Louis Panicoop. Gedurende deze tijd speelde Cless saxofoon en werkte hij ook buiten het jazzcircuit in clubgastvoorstellingen en als klarinetleraar. Begin jaren 1930 was hij betrokken bij opnamen van Ted Lewis.
In 1939 speelde hij weer vaker met jazzmusici. Dus nam hij deel aan de opnamen van Muggsy Spanier voor Bluebird Records. In 1942 was hij betrokken bij Art Hodes opnamen voor Blue Note Records. Hij werkte ook met Gene Krupa, Marty Marsala, Ed Farley, George Brunis, Wild Bill Davison, Bobby Hackett, James P. Johnson, Jack Teagarden en Mezz Mezzrow. In 1944 werd hij lid van de band van Max Kaminsky, met wie hij optrad in de Pied Piper Club in New York. Onder zijn eigen naam nam hij in 1944 twee 78" op in een kwartetformatie voor Black & White Records, zoals de nummers Froggy Moore en Have You Ever Felt That Way. Tot zijn band behoorde ook de trompettist Sterling Bose.

## Overlijden
Rod Cless overleed in december 1944 op 37-jarige leeftijd als gevolg van een balkonval. Hij was een zwager van Bud Freeman.

## Discografie
- Sittin' In
- The Funky Piano Of Art Hodes
- Art Hodes And His Chicagoans, The Best In 2 Beat
- The Complete Art Hodes Blue Note Sessions
- Relaxin' at the Touro
- At the Jazz Band Ball:Chicago/New York Dixieland
- The Great Sixteen
- Froggy Moore - Have You Ever Felt That Way

- Bibliothèque nationale de France: cb139242300 (data)
- Gemeinsame Normdatei: 1113563206
- International Standard Name Identifier: 0000 0000 4957 9544
- Library of Congress Control Number: no2006054083
- MusicBrainz: e5540232-8ec7-4c71-9f8c-5effc2c4cae9
- SNAC: w6p5685k
- Virtual International Authority File: 56798261
- WorldCat: E39PBJgt6M93Gf34JvXGmg9dQq